# Darlene Carr
Darleen Carr, de son vrai nom Darlene Farnon, est une actrice américaine née le 12 décembre 1950 à Chicago (Illinois).

## Filmographie partielle

### Cinéma
- 1967 : Rentrez chez vous, les singes ! (Monkeys, Go Home !) d'Andrew V. McLaglen : Sidoni Riserau
- 1967 : Le Livre de la jungle (The Jungle Book) de Wolfgang Reitherman : voix de la jeune fille
- 1968 : Les Années fantastiques (The Impossible Years) de Michael Gordon : Abbey Kingsley
- 1969 : Une poignée de plombs (Death of a Gunfighter) de Don Siegel et Robert Totten : Hilda Jorgenson
- 1971 : Les Proies (The Beguiled) de Don Siegel : Doris
- 1973 : The Horror at 37,000 Feet de David Lowell Rich : Margot
- 1997 : Voisine de cœur (Eight Days a Week), de Michael Davis
- 1998 : La Légende de Brisby de Dick Sebast : voix d'Helen

### Séries TV
- 1964 : Le Vagabond (The Littlest Hobo) : Joanna Foster
- 1965 : The John Forsythe Show : Kathy
- 1968 : Mayberry R.F.D. : Nancy
- 1969 : Cher oncle Bill (Family Affair) : Carla
- 1969 : Le Virginien (The Virginian) : Anna Moore / Annie York
- 1969 : The Governor & J.J. (en) : Marcy
- 1969 : To Rome with Love : Carla
- 1969 : The Courtship of Eddie's Father : La serveuse
- 1969 : Docteur Marcus Welby (Marcus Welby, M.D.) : Tracy Clifford
- 1970 : Sur la piste du crime (The F.B.I.) : Emily Willis
- 1971 - 1972 : Ah ! Quelle famille (The Smith Family) : Cindy Smith
- 1972 : Opération danger (Alias Smith and Jones) : Kate Lewis
- 1972 - 1977 : Les Rues de San Francisco (The Streets of San Francisco) : Jeannie Stone
- 1972 : Sur la piste du crime (The F.B.I.) : Mary Jane Owens
- 1972 : The Rookies : Nancy Leigh
- 1973 : Docteur Marcus Welby (Marcus Welby, M.D.) : Cathy Weelock
- 1974 : S.O.S. Hélico (Chopper One) : Rissa Galey
- 1974 : The Rookies : Pip Brent / Jobina Fair
- 1975 : La Famille des collines (The Waltons) : Sis Bradford
- 1975 : Le Justicier (The Manhunter) : Carol
- 1975 : Section 4 (S.W.A.T.) : Meredith Cooper
- 1976 - 1977 : Once an Eagle : Tommy Caldwell Damon
- 1984 : V : La série (saison 1 - épisode 13) : Jo Ann Davis